# Acide ophtalmique
L'acide ophtalmique est un tripeptide analogue au glutathion dans lequel le résidu de cystéine est remplacé par un résidu de L-α-aminobutyrate. Il a été isolé pour la première fois à partir de cristallin de veau.
On a montré que l'ophtalmate peut être produit biologiquement à partir d'acide α-aminobutyrique à travers deux réactions consécutives catalysées par la glutamate-cystéine ligase et la glutathion synthase. L'acide ophtalmique pourrait ainsi être utilisé comme biomarqueur du stress oxydant conduisant à une diminution du taux de glutathion.